# Nowouspeniwka
Nowouspeniwka (ukr. Новоуспенівка) – wieś na Ukrainie, w obwodzie zaporoskim, w rejonie melitopolskim, siedziba hromady. W 2001 liczyła 1014 mieszkańców, spośród których 888 wskazało jako ojczysty język ukraiński, 115 rosyjski, 1 krymskotatarski, 4 białoruski, a 6 inny.